# HD 164604 b
HD 164604 b是一顆位於人馬座的太陽系外行星，距離地球約124光年，由麥哲倫行星搜尋計畫於2010年發現。 

## 外部連結
- information on mass and orbit of HD 164604 b （页面存档备份，存于）